# Andrew Caldwell
Andrew Lewis Caldwell, född 25 juli 1989 i Grand Blanc i utkanten av Flint, Michigan, är en amerikansk skådespelare. Han är bland annat känd för att ha medverkat i filmen College under år 2008, samt även i de två TV-serierna Henry Danger och iZombie. Han har utöver detta även synts i rollen som Thor (Jacksons nyfunne kompis från Minnesota) i Disney Channel-serien Hannah Montana, samt gjort rösten till karaktären Howard Weinerman i Disney XD-serien Danny Cunningham – skolans ninja.

## Filmografi (i urval)

### Filmer
| År   | Titel                                | Roll           | Noter                                |
| ---- | ------------------------------------ | -------------- | ------------------------------------ |
| 2006 | Tenacious D: Världens bästa rockband | Billy Black    |                                      |
| 2007 | Transformers                         | Kafébarn       |                                      |
| 2008 | Drillbit Taylor                      | Filkins kompis |                                      |
| 2008 | College                              | Carter Scott   |                                      |
| 2008 | My Best Friend's Girl                | Ledsen tönt    |                                      |
| 2009 | All About Steve                      | Ung räddare    |                                      |
| 2017 | M.F.A                                | Ryder          |                                      |
| 2021 | The Matrix Resurrections             | Jude           | krediterad som Andrew Lewis Caldwell |

### TV-serier
| År                   | Titel                            | Roll                 | Noter                                                                   |
| -------------------- | -------------------------------- | -------------------- | ----------------------------------------------------------------------- |
| 2005                 | The Bernie Mac Show              | Brottare             | Avsnittet "Wrestling with a Sticky Situation"                           |
| 2006                 | Medium                           | Elev                 | Avsnittet "Raising Cain"                                                |
| 2007                 | My Name Is Earl                  | Jake                 | Avsnittet "G.E.D."                                                      |
| 2007                 | Hannah Montana                   | Thor                 | 3 avsnitt                                                               |
| 2007                 | Punk'd                           | Fältagent            | Avsnitt #8.8                                                            |
| 2007                 | Avatar: Legenden om Aang         | Roku som tonåring    | Röstroll; Avsnittet "Avataren och eldfursten"                           |
| 2009                 | American Dad!                    | Okänd                | Röstroll; Avsnittet "Bar Mitzvah Hustle"                                |
| 2009                 | Misstag med mening               | Franklin             | Pilotavsnitt / Avsnittet "The Date"                                     |
| 2010                 | How I Met Your Mother            | Scotty               | Avsnitten "Jenkins" och "Canning Randy"                                 |
| 2010                 | Detroit 1-8-7                    | Adam Stoltz          | Avsnittet "Déjà Vu/All In"                                              |
| 2011, 2014           | Lycka till Charlie!              | Billy "Gravy" Graves | Avsnitten "Bye Bye Video Diary", "Termite Queen" och "Good Bye Charlie" |
| 2012                 | Victorious                       | Merl                 | Avsnittet "The Hambone King"                                            |
| 2012–2015            | Danny Cunningham – skolans ninja | Howard Weinerman     | Huvudröstroll                                                           |
| 2014                 | Cloud 9                          | Sam                  | Disney Channel Original Movie                                           |
| 2015–2016, 2019–2020 | Henry Danger                     | Mitch Bilsky         | Återkommande roll, 11 avsnitt                                           |
| 2016                 | Bunk'd                           | Ted                  | Avsnittet "No Escape"                                                   |
| 2017                 | iZombie                          | Harley Johns         | Återkommande roll (säsong 3)                                            |
| 2017                 | American Vandal                  | Cooper Maxwell       | Avsnittet "Nailed"                                                      |
| 2018                 | The Librarians                   | Jeff Peppers         | Avsnittet "And Some Dude Named Jeff"                                    |
| 2018                 | Kid Dangers äventyr              | Mitch Bilsky         | Röstroll, 4 avsnitt                                                     |
| 2019                 | Mom                              | Stink                | Avsnittet "Fake Bacon and a Plan to Kill All of Us"                     |
| 2021–2022            | Danger Force                     | Mitch Bilsky         | 4 avsnitt                                                               |